# Juan Martínez Oliver
Juan Martínez Oliver (Almeria, 4 de febrer de 1964) és un ciclista espanyol, ja retirat, que fou professional entre 1984 i 1997. Combinà el ciclisme en carretera amb la pista.
En carretera destaquen la victòria en la 21a etapa del Tour de França de 1988, una contrarellotge individual, i en una etapa de la Volta a Espanya del mateix any. En pista destaquen quatre campionats d'Espanya, diversos rècords nacionals i la general de la Copa del Món en pista individual.
Va prendre part als Jocs Olímpics d'Atlanta de 1996, on guanyà dos diplomes olímpics en les proves de persecució individual i persecució per equips. En ambdues proves finalitzà en cinquena posició.
Una vegada retirat va exercir primer de director esportiu de l'equip Andalucía i des del 2010 de la selecció espanyola de ciclisme en pista.

## Palmarès
- 1985
  - Vencedor d'una etapa de la Volta a Catalunya
- 1986
  - Vencedor d'una etapa de la Volta a Astúries
- 1987
  - 1r al Memorial Manuel Galera
- 1988
  - Vencedor d'una etapa del Tour de França
  - Vencedor d'una etapa de la Volta a Espanya
- 1989
  - Vencedor d'una etapa de la Volta a Múrcia
- 1993
  - Vencedor d'una etapa de la Volta ao Algarve
  - Vencedor d'una etapa de la Volta ao Alentejo

### Resultats a la Volta a Espanya
- 1985. 92è de la classificació general
- 1986. 65è de la classificació general
- 1988. 75è de la classificació general. Vencedor d'una etapa
- 1989. 131è de la classificació general
- 1990. 88è de la classificació general
- 1992. 75è de la classificació general

### Resultats al Tour de França
- 1988. 134è de la classificació general. Vencedor d'una etapa
- 1989. Fora de control (10a etapa)
- 1990. 98è de la classificació general

### Resultats al Giro d'Itàlia
- 1991. 106è de la classificació general

## Palmarès en pista
- 1994
  -  Campió d'Espanya de persecució individual
- 1996
  -  Campió d'Espanya de persecució individual
  -  Campió d'Espanya de puntuació
- 1997
  -  Campió d'Espanya de persecució individual

### Resultats a laCopa del Món en pista
- 1995
  - 1r a Hyères, en Persecució
- 1996
  - 1r a Cali i l'Havana, en Persecució per equips
  - 1r a Cali i l'Havana, en Persecució